# Santa Clara (Jujuy)
Santa Clara – miasto w Argentynie, w prowincji Jujuy, stolica departamentu Santa Bárbara.
Według danych szacunkowych na rok 2010 miejscowość liczyła 4 298 mieszkańców.